# ابی مان
ابی مان (انگلیسی: Abby Mann با نام اصلی آبراهام گودمن انگلیسی: Abraham Goodman ; ۱ دسامبر ۱۹۲۷ – ۲۵ مارس ۲۰۰۸) یک فیلم‌نامه‌نویس، نمایش‌نامه‌نویس، کارگردان، و تهیه‌کننده اهل ایالات متحده آمریکا بود.
از فیلم‌ها یا مجموعه‌های تلویزیونی که وی در آن‌ها نقش داشته‌است می‌توان به کوجک اشاره نمود.